# Jade Carey
Jade Carey (Phoenix, 27 de maio de 2000) é uma ginasta artística estadunidense, campeã olímpica.

## Carreira
Carey participou dos Jogos Olímpicos de Verão de 2020 em Tóquio, onde participou da prova de solo, conquistando a medalha de ouro após finalizar a série com 14.366 pontos. Obteve dois títulos no Campeonato Mundial de 2022 em Liverpool, sendo um por equipes e outro no salto.